# Buhne

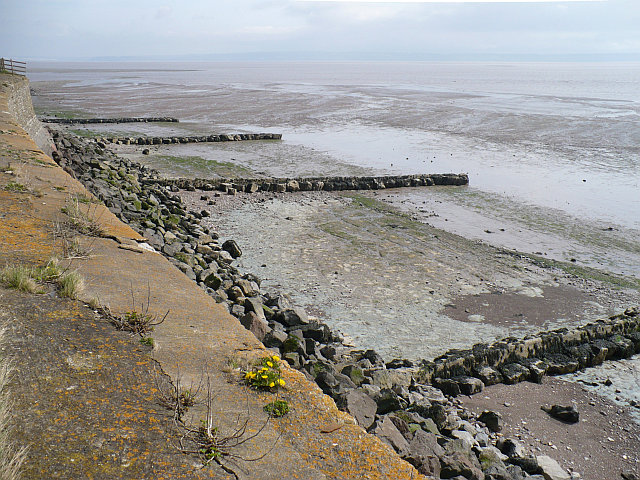
Steinbuhnen bei Niedrigwasser im Südosten von Wales

Eine Buhne, auch als Stack, Höft, Kribbe, Schlenge oder im Alpenraum als Schlacht bezeichnet, ist ein meist rechtwinklig zum Strandverlauf in ein Meer vorgebauter oder vom Ufer zur Flussmitte hin errichteter Damm, der dem Küstenschutz oder dem Flussbau dient.

## Buhnen am Meer

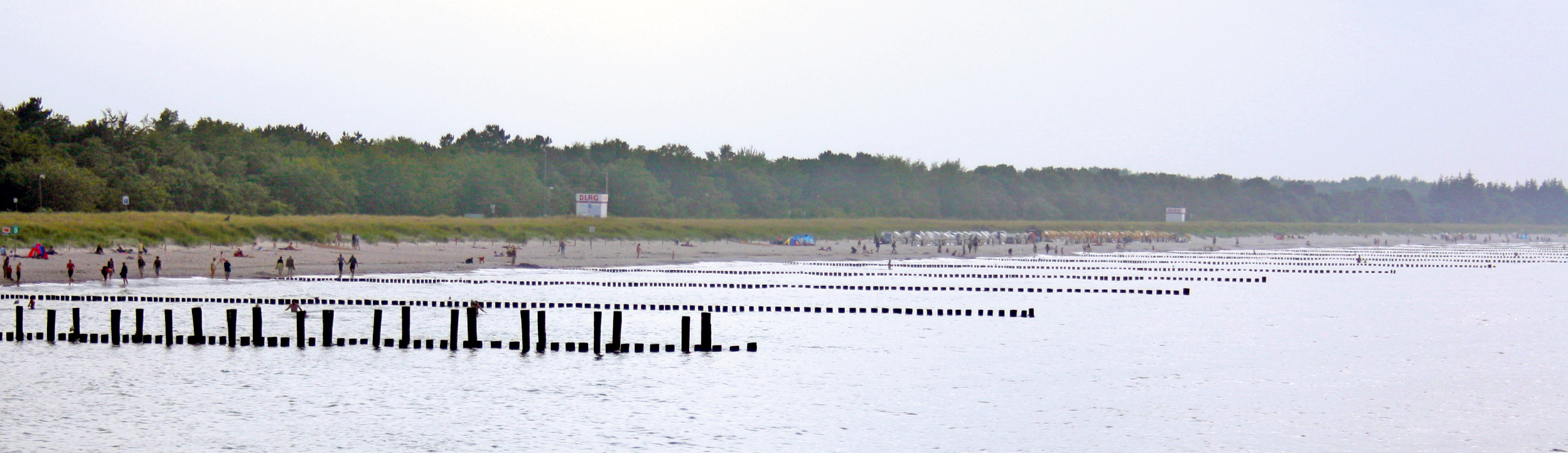
Hölzerne Buhnen an der Ostsee bei Zingst

Am Meer kann es sich dabei um Reihen von Pfählen aus Holz oder Beton, um eine Stahlspundwand oder um eine Steinschüttung handeln, wobei letztere manchmal von zwei Pfahlreihen gesäumt wird. Die Buhnen bewirken, dass uferparallele Strömungen in ihrer Strömungsgeschwindigkeit soweit vermindert werden, dass keine Sanderosion stattfindet und stattdessen die mitgeführten Sedimente akkumuliert werden.
Buhnen, die Anfang des 19. Jahrhunderts gebaut wurden, bestanden aus gerammten Holzpfählen, später versuchte man es auch mit Betonpfählen. Auch dammartig aus Steinen mit Bitumen- oder Betonverguss wurden Buhnen erstellt. In den 1950er Jahren entwickelte man für exponierte Küstenabschnitte schwere Beton-Tetrapoden, die zum Schutz von Buhnen verwendet werden. In jüngerer Zeit wurde auch mit Kunststoffen experimentiert, die sich jedoch aus unterschiedlichen Gründen nicht bewährt haben.
Die durchschnittliche Lebensdauer von Holzbuhnen betrug früher etwa 50 Jahre, bis in den 1990er Jahren verbreitet Fraßschäden durch die Schiffsbohrmuschel auftraten. Teilweise werden seitdem anstelle der Eichen- oder Nadelholzstämme Pfähle aus Tropenhölzern oder Eukalyptus verwendet, welche nicht von der Muschel angegriffen werden.
Die Wirkung der Buhnen für den Küstenschutz war mancherorts geringer als erwartet, während sie andernorts bis heute erfolgreich eingesetzt werden. An der Sylter Westküste konnten Buhnen beispielsweise den Sandverlust kaum aufhalten und werden heute durch Sandvorspülungen ergänzt, die regelmäßig die verlorenen Sedimente direkt ersetzen.
Bei der traditionellen Landgewinnung an den Küsten des Wattenmeers werden Buhnen oft durch Lahnungen ergänzt, buhnenähnliche kniehohe faschinierte Doppelpflockreihen, die in den umschlossenen Lahnungsfeldern durch Strömungsminderung die Sedimentation steigern.

Bilder von Meeresbuhnen
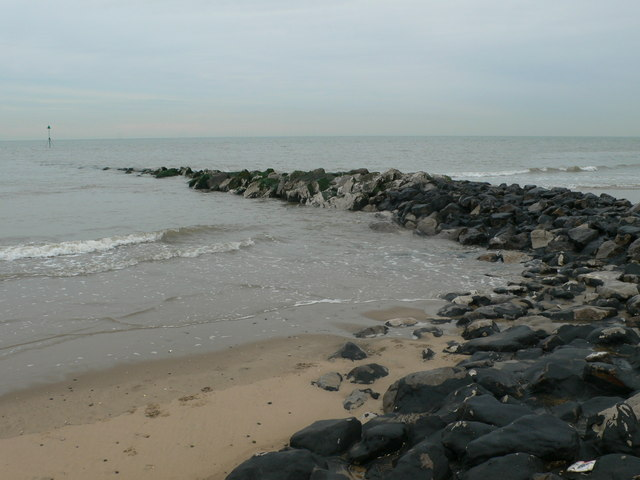
Aufgeschüttete Steinbuhne in der Irischen See
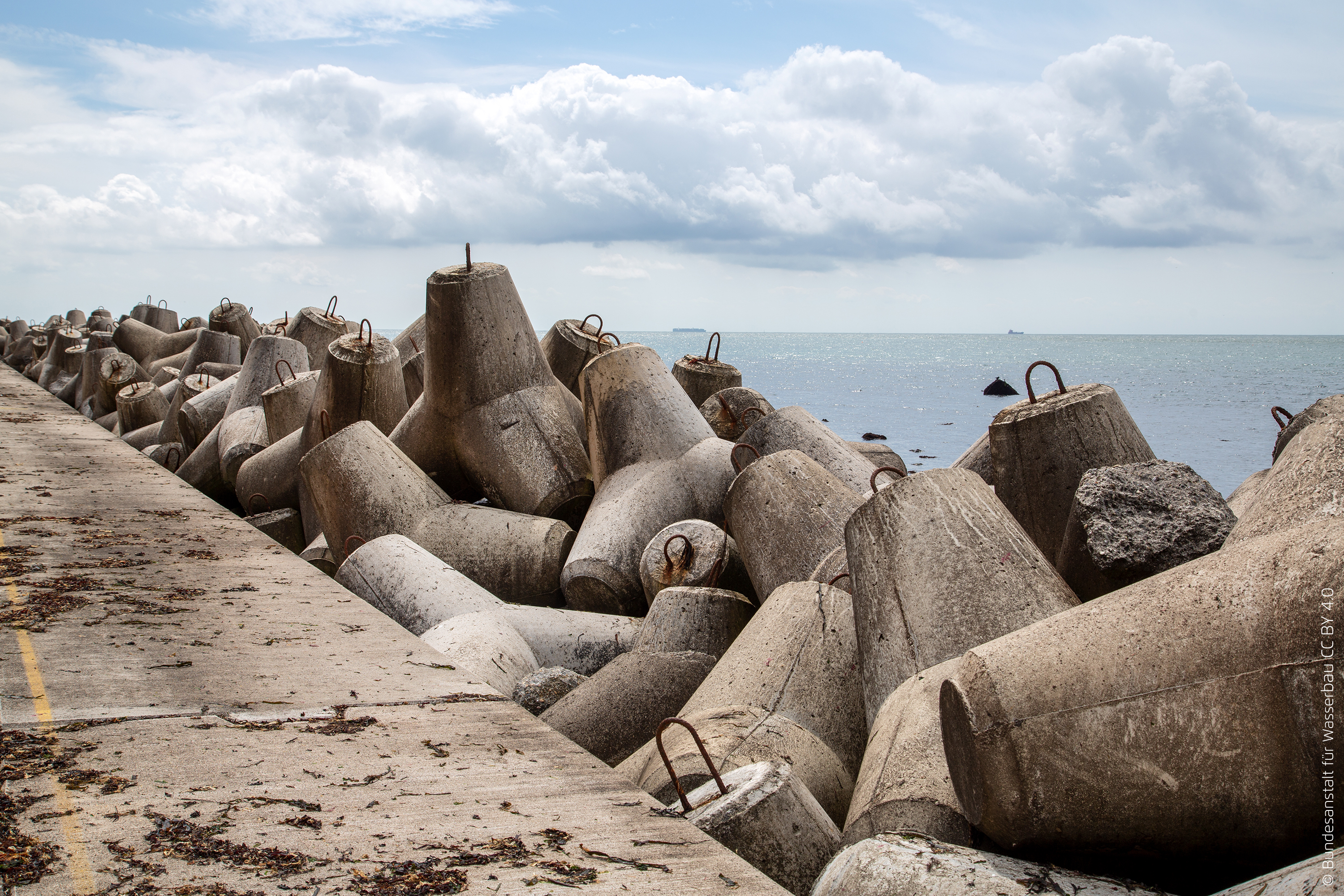
Mit Tetrapoden befestigte Buhne auf Helgoland
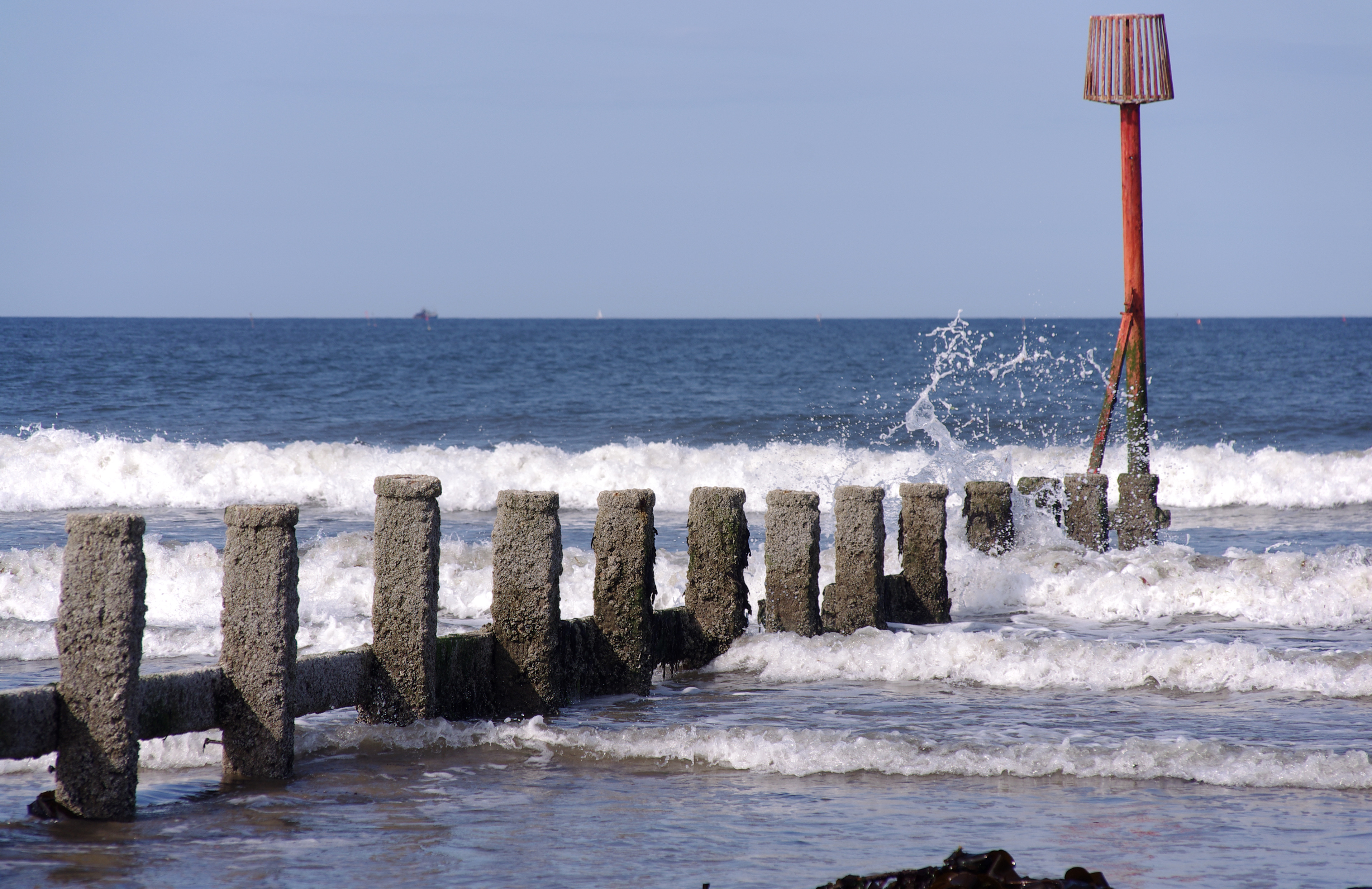
Buhne aus Betonpfählen
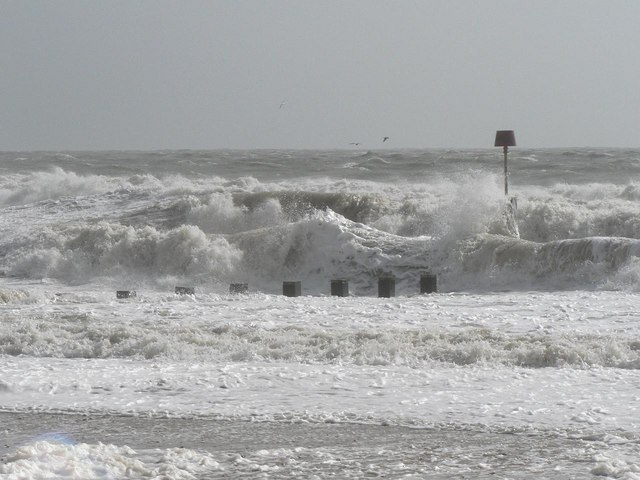
Überflutete Buhne bei Bournemouth
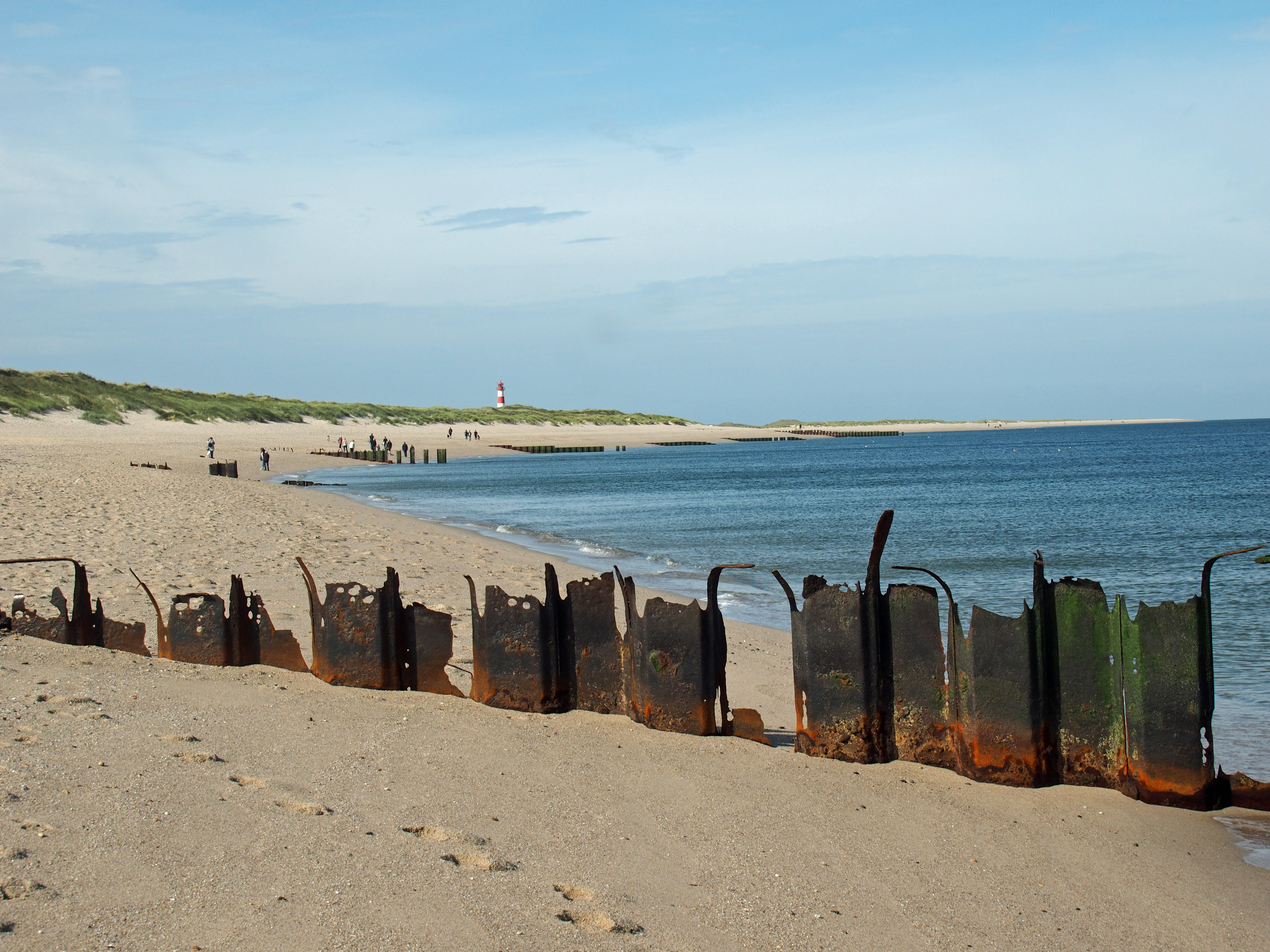
Alte Stahlbuhnen am „Ellenbogen“ auf Sylt

## Buhnen an Flüssen
Im Flussbau werden Buhnen, je nach Ausführung, zu zwei gegensätzlichen Zwecken eingesetzt. Entweder dienen sie der Fahrrinnenvertiefung oder aber der Renaturierung. Buhnen werden in der Regel an Flussabschnitten mit relativ geringem Fließgefälle errichtet.

### Fahrrinnenvertiefung

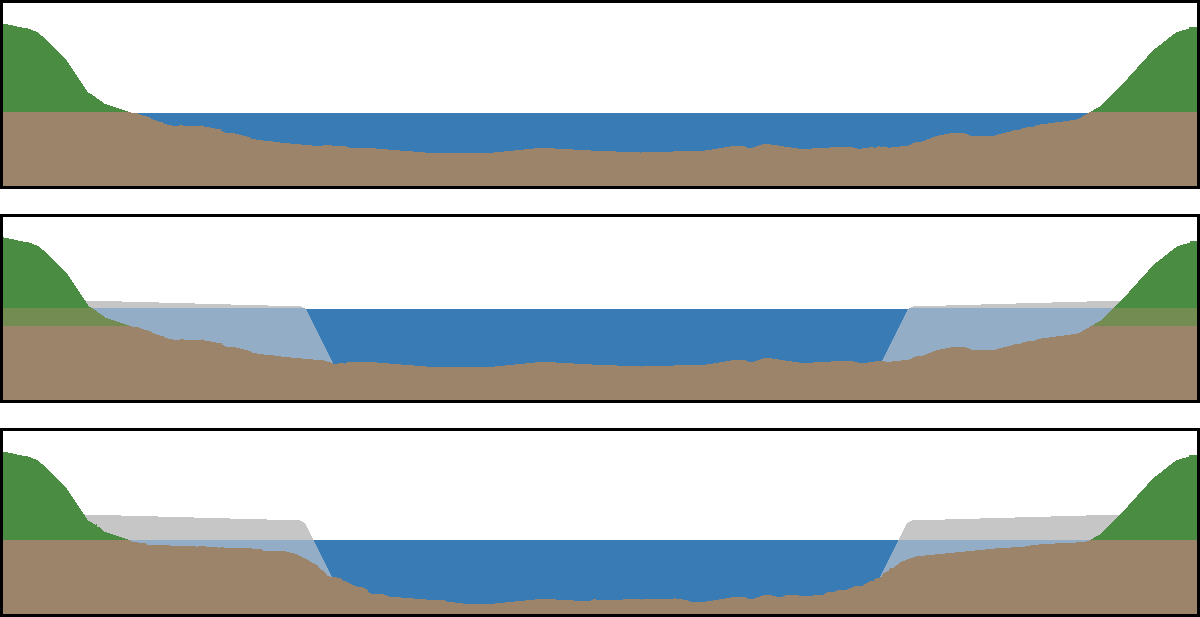
Schematische Darstellung des Flussquerschnitts: Durch das Buhnenpaar steigen zunächst Wasserspiegel und Fließgeschwindigkeit an. Anschließend verlagern sich die Sedimente von der Flussmitte an die Ufer, und der Wasserspiegel fällt wieder.

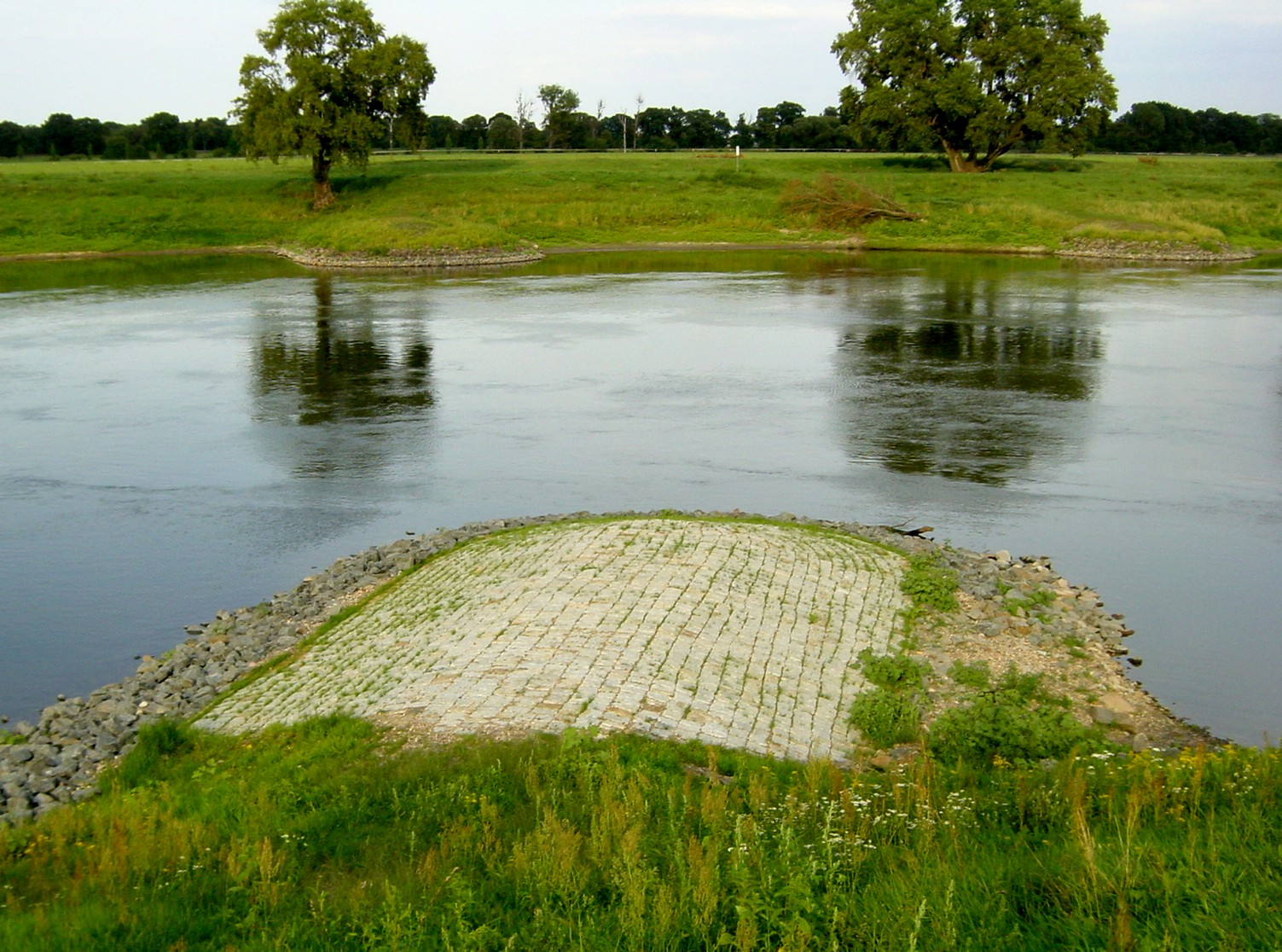
Gegen die Strömung geneigtes Buhnenpaar an der nach links fließenden Elbe (bei Torgau). Die Fließgeschwindigkeit steigt, da beide Buhnen auf gleicher Höhe liegen.

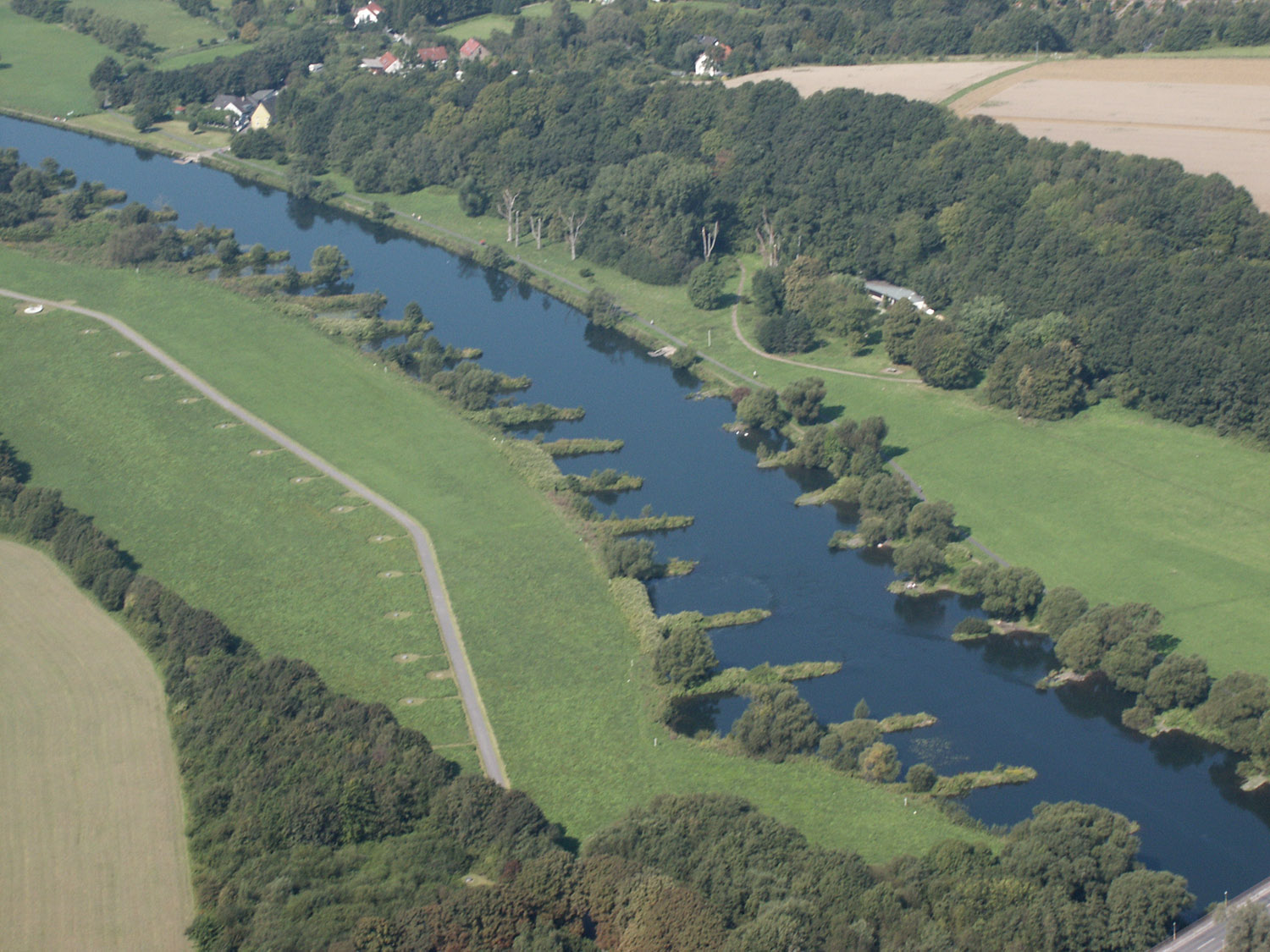
Buhnenpaare (im Vordergrund) und linksseitige Buhnen (im Hintergrund) an der Ruhr südlich von Bochum

Von beiden Ufern paarweise in den Fluss ragende Buhnen dienen der Fahrrinnenvertiefung und dem Uferschutz. Die Buhnenpaare vermindern künstlich die Querschnittsfläche des Flussbettes. Da die Wassermenge gleich bleibt, erhöht sich aufgrund des Venturi-Effekts die Fließgeschwindigkeit in der Flussmitte. Durch die höhere Fließgeschwindigkeit steigt die Erosion, und das Sediment des Flussbettes wird abgetragen. Dadurch wird die Fahrrinne tiefer, wodurch sich der Abflussquerschnitt wieder vergrößert.
Längs des Ufers entstehen zwischen den Buhnen Stillwasserzonen ohne Strömung oder sogar mit einer leichten Rückströmung (Neerströmung); in diesen auch als Buhnenfelder bezeichneten Bereichen lagern sich vermehrt Sedimente ab und schützen dadurch das Ufer. Moderne Buhnen werden mit etwa 10° Neigung gegen die Strömung eingebaut. Dadurch wird bei Überströmung im Hochwasserfall die Strömung in der Flussmitte gehalten und eine Erosion der Ufersedimente vermieden.
Wenn eine Uferseite gegen Erosion hinreichend befestigt ist, können die Buhnen dort bisweilen entfallen, und anstelle der Buhnenpaare entsprechend längere einseitige Buhnen angelegt werden.
Buhnen sind in der Regel geschüttete Dämme, die durch Pflasterung oder mit Schotter geschützt sind. Teilweise wurde dazu Hochofenschlacke verwendet. Buhnen müssen regelmäßig instand gesetzt werden. Zuständig sind in Deutschland die Wasserstraßen- und Schifffahrtsämter. Bei einigen deutschen Binnenwasserstraßen werden Buhnen am Ufer durch Buhnensteine markiert, welche die ungefähre Lage einer Buhne angeben.

### Renaturierung

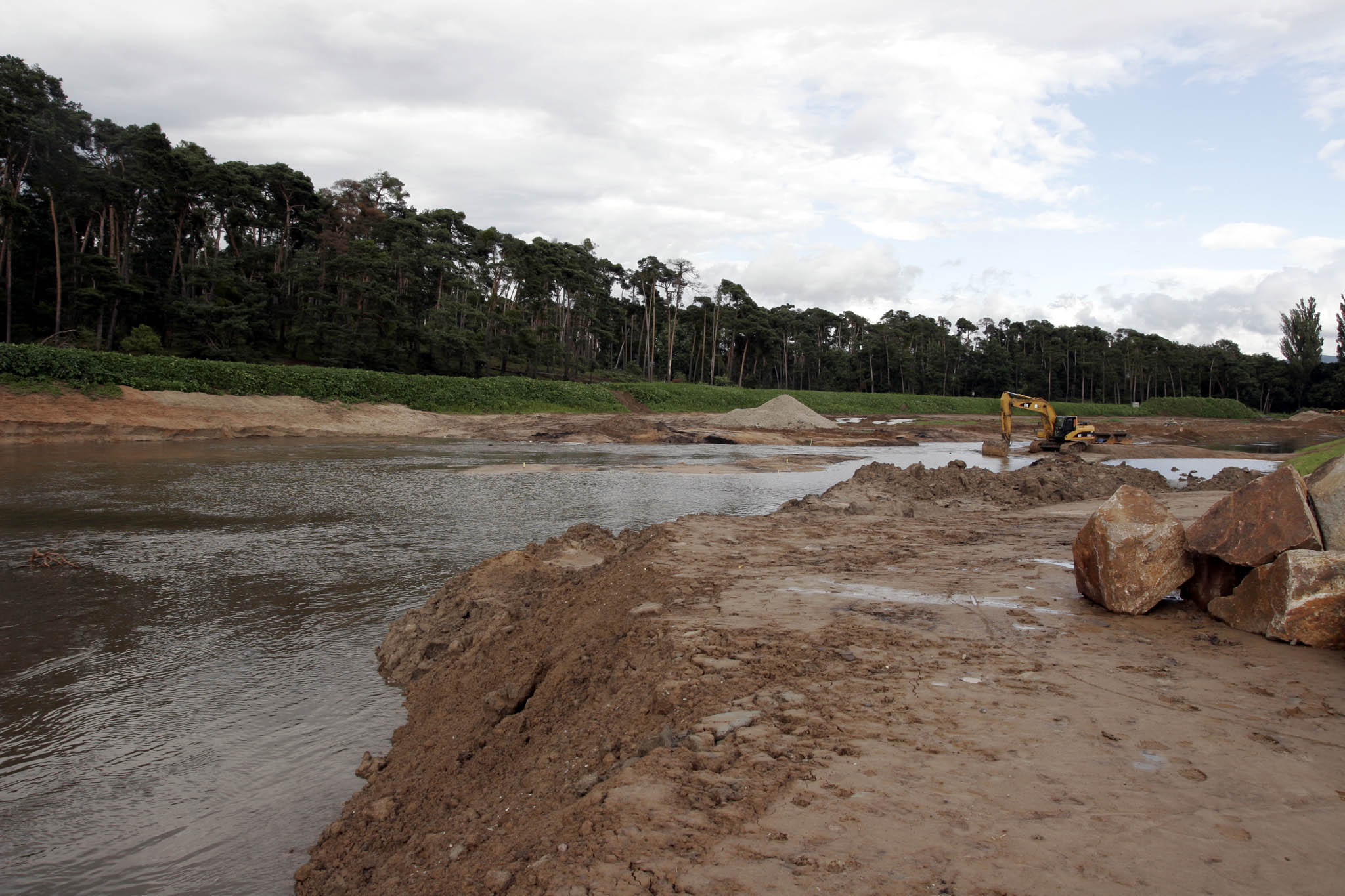
Bei Renaturierungsmaßnahmen werden an der begradigten Weschnitz durch kleine Buhnen neue Mäander erzeugt.

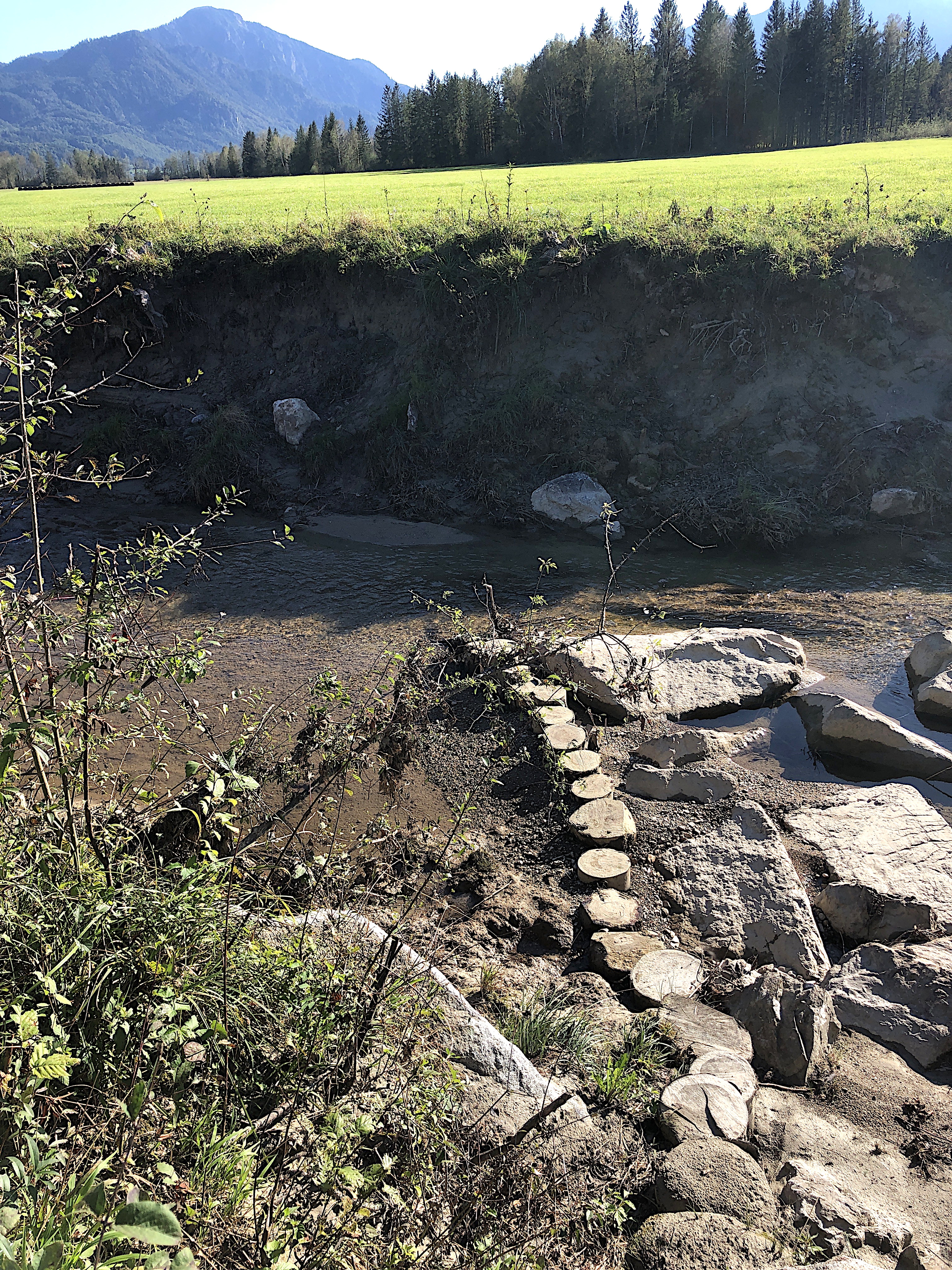
Renaturierung des Lainbachs durch Buhnen aus Baumstämmen und Findlingen.

Buhnen können auch im Rahmen von Gewässerrenaturierungen eingesetzt werden. In diesem Fall werden sie so angeordnet, dass in einem begradigten Gewässerverlauf neue Mäander, Auskolkungen und Ufererosionen entstehen. Voraussetzung dafür ist, dass das der Buhne gegenüberliegende Ufer unbefestigt ist. Paradoxerweise sinkt durch diese Buhnen die Fließgeschwindigkeit, da sich der renaturierte Flusslauf durch die Flussschlingen verlängert, was das Gefälle vermindert. Oft sind diese Buhnen ingenieurbiologisch umgesetzt, beispielsweise werden Totholz oder Findlinge als Buhne verwendet.

### Sonstiges
An den flussseitigen Enden der Buhnen (Buhnenkopf) treffen Wasserkörper mit unterschiedlichen Strömungsgeschwindigkeiten aufeinander. Es bilden sich Strudel mit lotrechter Achse, die im unbefestigten Gewässergrund oft metertiefe Kolke erzeugen. Im Bereich des Mittelrheins werden Buhnenfelder oft zum Baden benutzt. Da der Gewässergrund an den Buhnenköpfen meist unbefestigt ist, können Schwimmer ertrinken, wenn sie von Strudeln in die Kolke hinabgezogen werden.
In Nordamerika und Nepal werden seit den 1960er Jahren anstelle von Flussbuhnen Felder aus senkrecht eingeschlagenen Leitblechen, sogenannte Iowa Vanes, verwendet.

## Buhnen in der Bildenden Kunst

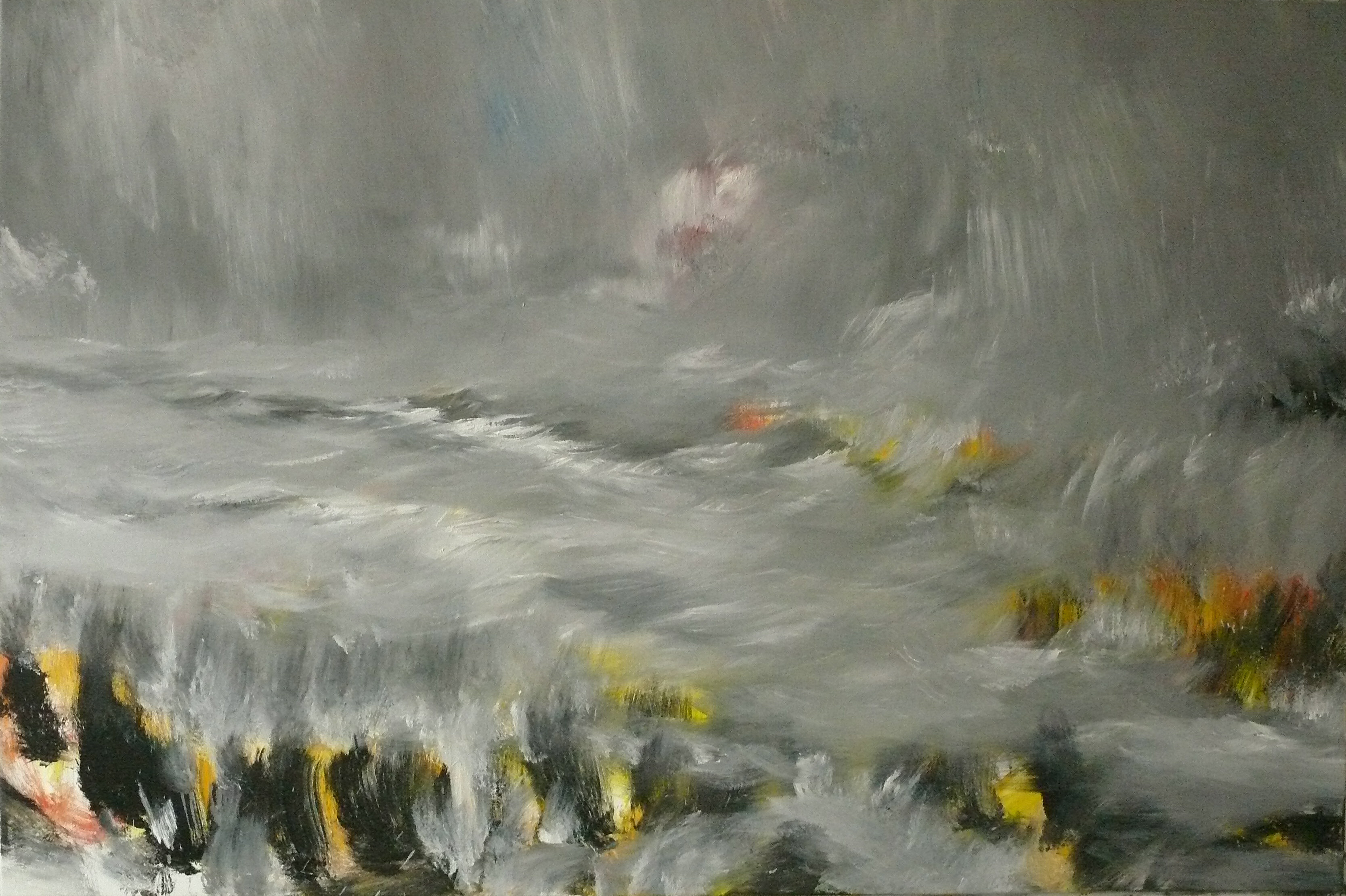
"Küste - Farbige Buhnen" Ölgemälde von Ingo Kühl, 2011, Besitz Nordfriesland Museum. Nissenhaus Husum

Zahlreiche Künstler haben sich mit dem Thema "Buhnen" beschäftigt, wie zum Beispiel Fritz Overbeck, Otto Eglau, Ingo Kühl und Hans Jessel.